# Multik haza!
A Multik haza! (eredeti cím: I Heart Huckabees, stilizálva: I ♥ Huckabees; vagy I Love Huckabees) 2004-es brit-amerikai filmvígjáték, melynek rendezője és készítője David O. Russell, aki a forgatókönyvet Jeff Baena-val írta közösen. A főszerepben Dustin Hoffman, Lily Tomlin, Jude Law, Jason Schwartzman, Mark Wahlberg és Naomi Watts látható.
A filmet a Torontói Nemzetközi Filmfesztiválon mutatták be 2004. szeptember 10-én.

## Cselekmény
Egy házaspár nyomozósdit játszik, de nem a hagyományos értelemben. A boldog duó ehelyett másoknak segít megoldani egzisztenciális problémáikat, olyanokat, amelyek éjszakánként nem hagyják aludni az embert, és azon tűnődnek, hogy vajon mit jelenthet ez az egész.

## Szereplők
| Szerep                | Színész                        | Szinkronhang       |
| --------------------- | ------------------------------ | ------------------ |
| Albert Markovski      | Jason Schwartzman              | Kaszás Gergő       |
| Caterine Vauban       | Isabelle Huppert               | Götz Anna          |
| Bernard               | Dustin Hoffman                 | Végvári Tamás      |
| Vivian                | Lily Tomlin                    | Kiss Mari          |
| Brad Stand            | Jude Law                       | Zámbori Soma       |
| Tommy Corn            | Mark Wahlberg                  | Stohl András       |
| Dawn Campbell         | Naomi Watts                    | Létay Dóra         |
| Angela Franco         | Angela Grillo                  | Martin Márta       |
| Mr. Nimieri (Stephen) | Ger Duany                      | Moser Károly       |
| Darlene               | Darlene Hunt                   |                    |
| Marty                 | Kevin Dunn                     | Várday Zoltán      |
| Davy                  | Ben Bray                       |                    |
| Josh                  | Richard Appel                  |                    |
| Harrison              | Benjamin Nurick                |                    |
| Tim                   | Jake Muxworthy                 |                    |
| Bobby                 | Pablo Davanzo                  |                    |
| Építőmunkás           | Matthew Muzio                  |                    |
| Tűzoltó               | Shawn Patrick                  |                    |
| Tűzoltó               | Patrick M. Walsh               |                    |
| Mary Jane Hutchinson  | Tippi Hedren                   | Menszátor Magdolna |
| Gólyalány             | Ashley Fondrevay               |                    |
| Gólyalány             | Lisa Guzman                    |                    |
| Bik Schottinger       | Scott Wannberg                 |                    |
| Mrs. Echevarria       | Altagracia Guzman              |                    |
| Tolmács               | Saïd Taghmaoui                 |                    |
| Mr. Hooten            | Richard Jenkins                | Kristóf Tibor      |
| Mrs. Hooten           | Jean Smart                     | Román Judit        |
| Cricket               | Sydney Zarp                    | Vadász Bea         |
| Bret                  | Jonah Hill                     | Elek Ferenc        |
| Orrin Spence          | Denis Hayes                    | Beratin Gábor      |
| Fiú                   | Matthew Antonio Grillo Russell |                    |
| Anyuka                | Janet Grillo                   |                    |
| Biztonsági őr         | Adam Clinton                   |                    |
| Biztonsági őr         | Antonio Evans                  |                    |
| Daryl                 | Robert K. Lambert              |                    |
| Heather               | Isla Fisher                    |                    |
| Elnökségi tag         | Kimberly Cutter                |                    |
| Elnökségi tag         | John Rothman                   |                    |
| Mrs. Silver           | Talia Shire                    | Rátonyi Hajni      |
| Mr. Silver            | Bob Gunton                     | Cs. Németh Lajos   |
| Molly Corn            | Kamala Lopez-Dawson            | Csampisz Ildikó    |
| Caitlin Corn          | Saige Ryan Campbell            |                    |
| Török férfi           | Kaied Hussan                   |                    |
| Dexicorp-ügyvéd       | Chuck Saftler                  |                    |
| Mentő                 | James J. McCoy                 |                    |
| Önmaga                | Shania Twain                   |                    |
| Férfi a partin        | George Meyer                   |                    |
| Nő a partin           | Maria Semple                   |                    |
| Vállalati ember       | Jerry Schumacher               |                    |
| Idős hölgy a liftben  | Julie Ann Johnson              | Kassai Ilona       |
| Idős hölgy a liftben  | Jeannie Epper                  |                    |
| Főúr                  | K.K. Barrett                   |                    |
| Inas                  | Jake Hoffman                   |                    |

A filmben debütál Jonah Hill (kisebb szerepben) és Ger Duany.

## Bevétel
A Multik haza! 2004. október 1-jén, korlátozott számban nyitott, 292 177 dollárt keresett és a 24. helyen végzett a hétvégi jegybevételi listán. A film három héttel később, október 22-én került széles körben a mozikba, és 2 902 468 dollár bevételt hozott, amivel a tizedik helyen végzett a bevételek listáján. A film a bemutató végén 12 785 432 dolláros hazai és 7 286 740 dolláros nemzetközi bevételt ért el, ami világszerte 20 072 172 dolláros összbevételt eredményezett.